# Lękosław Wiewiórka
Lękosław Wiewiórka (ang. Scaredy Squirrel) – kanadyjski serial animowany wyprodukowany przez Nelvana oraz bazujący na książce pod tym samym tytułem. Premiera serialu w Kanadzie odbyła się 1 kwietnia 2011 roku na antenie YTV, 9 kwietnia 2011 roku serial pojawił się na amerykańskim Cartoon Network, natomiast w Polsce odbyła się 21 listopada 2011 roku na kanale Disney XD.

## Opis fabuły
Tytułowy bohater żyje w ciągłym poczuciu zagrożenia, gdzie najprostsze czynności kończą się dla niego przezabawnymi konsekwencjami. Lękosław Wiewiórka mobilizuje wszystkie siły, by poznać świat poza swoją własną dziuplą oraz stawić czoła codziennym wyzwaniom.

## Bohaterowie
- Lękosław Wiewiórka – główny bohater serialu. Jest bardzo higieniczny i boi się wielu rzeczy.
- Edek – skunks. Przyjaciel Lękosława. Uwielbia w sklepie jeździć na małym wozie strażackim. Jego gazy naprawdę śmierdzą i są fioletowego koloru.
- Nestor – szef sklepu. Jest żółtym kurczakiem.
- Pani Matka Nestora – mama Nestora, która prawie nigdy w życiu go nie doceniła. Jest fioletową kurą.
- Patryk Paleta – szczur utalentowany w palotce. Rywal Lękosława.
- Ryszard – zielona roślina Lękosława z gatunku Ryszardus Doniczkus Zwierzakus Szybkobiegus.
- Sonia Spławik – duża ryba szaleńczo zakochana w Lękosławie. Jest dziwna, rządząca się, ciągle zmienia nastrój. Pocałowała Lękosława w odcinku Przedstawienie.
- Mildred – zielona żaba. Jest kasjerką w sklepie.
- Bóbr – woźny w sklepie. Jest bobrem.
- Heniek – pracownik sklepu. Jest osłem.

## Wersja polska
Wersja polska: SDI Media Polska

Reżyseria: Agnieszka Zwolińska

Dialogi:
- Dominik Kaczmarski (odc. 1-40, 45-48),
- Agnieszka Zwolińska (odc. 41-42),
- Róża Maczek (odc. 43-44)

Udział wzięli:
- Artur Pontek – Lękosław[1]
- Zbigniew Suszyński – Edek
- Grzegorz Wons – Nestor
- Cezary Kwieciński – 
  - Mildrid,
  - Reksio
  - Stary kozioł (odc. 18b)
- Olga Omeljaniec – Sonia
- Barbara Lauks – Mama Nestora[2]
- Leszek Zduń – 
  - Patryk,
  - Lechu (odc. 16b),
  - Zeth (odc. 24a)
- Grzegorz Kwiecień – Heniek
- Małgorzata Szymańska
- Krzysztof Cybiński – Głos informujący o twórcy Lękosława w czołówce
- Tomasz Sobczak
- Artur Kaczmarski –
  - Burmistrz,
  - Daniel Kwak,
  - Reżyser (odc. 22b),
  - Różne postacie
- Łukasz Talik
- Jakub Szydłowski
- Tomasz Kozłowicz – Romuald Włóczkowski/Kustosz Rysiek (odc. 31b)
- Mateusz Rusin – Bitek Wesołek (odc. 39b)
- Joanna Pach – Króliczek (odc. 39b)

i inni
Lektor: Artur Kaczmarski

## Odcinki
- Serial w Polsce był emitowany na kanale Disney XD:
  - Seria 1 (odcinki 1-26) – 1 grudnia 2011 roku[wymaga weryfikacji?][3],
  - Seria 2 (odcinki 27-40) – 12 grudnia 2012 roku[potrzebny przypis],
  - Seria 3 (odcinki 41-52) – 4 marca 2013 roku[potrzebny przypis].

## Spis odcinków
| Premiera odcinka                | Nr | Polski tytuł                          | Angielski tytuł                   |
| ------------------------------- | -- | ------------------------------------- | --------------------------------- |
| SERIA PIERWSZA                  |    |                                       |                                   |
| 21.11.2011[wymaga weryfikacji?] | 01 | Plama na honorze                      | Sticky Situation                  |
| 21.11.2011[wymaga weryfikacji?] | 01 | Kosmyk                                | Cowlicked                         |
| 22.11.2011[wymaga weryfikacji?] | 02 | Pieniądze szczęścia nie dają          | Luck be a Penny                   |
| 22.11.2011[wymaga weryfikacji?] | 02 | Klucz do sukcesu                      | How to Succeed in Groceries       |
| 23.11.2011[wymaga weryfikacji?] | 03 | Palotbule                             | Paddle Dogs                       |
| 23.11.2011[wymaga weryfikacji?] | 03 | Gdzie jest Ryszard?                   | Looking For Richard               |
| 24.11.2011[wymaga weryfikacji?] | 04 | Wejście spławika                      | Way of the Fish Lips              |
| 24.11.2011[wymaga weryfikacji?] | 04 | Nie wszystko złoto                    | The Golden Paddleball             |
| 25.11.2011[wymaga weryfikacji?] | 05 | Woda zdrowia nie doda                 | Water Damage                      |
| 25.11.2011[wymaga weryfikacji?] | 05 | Wiewiórka bohater                     | Life Saver                        |
| 28.11.2011[wymaga weryfikacji?] | 06 | Może herbatki?                        | Fancy Some Tea?                   |
| 28.11.2011[wymaga weryfikacji?] | 06 | Super Przystojniak Topolowa           | Mr. Perfect Balsa                 |
| 29.11.2011[wymaga weryfikacji?] | 07 | Patryk daje w kość                    | Who’s Your Paddy?                 |
| 29.11.2011[wymaga weryfikacji?] | 07 | Wszyscy mają Snazga                   | Snerd Envy                        |
| 01.12.2011                      | 08 | Straszliwa kolejka                    | The Coast is Fear                 |
| 01.12.2011                      | 08 | Szalony Król Batonów                  | The Madness of King Nutbar        |
| 04.12.2011                      | 09 | Dziecko z żołędziem                   | Children of the Acorn             |
| 04.12.2011                      | 09 | Obudź w sobie układacza               | Awaken the Stacker Within         |
| 04.12.2011                      | 10 | Sklepowy patrol                       | Shop Cop                          |
| 04.12.2011                      | 10 | Przedstawienie                        | Acting Silly                      |
| 06.01.2012                      | 11 | Święto drwali                         | Lumber Jack Day                   |
| 06.01.2012                      | 11 | Skrzynka na pomysły                   | Suggestion Box Blues              |
| 07.12.2011                      | 12 | Obóz przetrwania                      | Camp or Consequences              |
| 07.12.2011                      | 12 | Wiewiórka pogodynka                   | Fairweather Squirrel              |
| 08.12.2011                      | 13 | Praca zespołowa                       | There is No "I" in Groceries      |
| 08.12.2011                      | 13 | Damulki atakują                       | When Thugs Attack                 |
| 09.12.2011                      | 14 | Marzenia Nestora                      | Dream Weaver                      |
| 09.12.2011                      | 14 | Wiewiórka na ostro                    | Chili Con Scaredy                 |
| 12.12.2011                      | 15 | Ballada o kamyczku                    | Rockabye Rock                     |
| 12.12.2011                      | 15 | Hamakowe szaleństwo                   | Hammock Havock                    |
| 13.12.2011                      | 16 | Niełatwo być zielonym                 | It's Not Easy Being Green         |
| 13.12.2011                      | 16 | Gużeł                                 | The Corgin                        |
| 06.01.2012                      | 17 | Alejka śmierci                        | Aisle of the Dead                 |
| 06.01.2012                      | 17 | Zaginiony smrodek                     | Where the Stink At?               |
| 07.01.2012                      | 18 | Wojna na figle                        | Pranks for Nothing                |
| 07.01.2012                      | 18 | Gorączka złotówek                     | Fistful of Quarters               |
| 08.01.2012                      | 19 | Ząb za ząb                            | Nothing but the Tooth             |
| 08.01.2012                      | 19 | Wiewiórka, Lękosław Wiewiórka         | From Rodent with Love             |
| 12.01.2012                      | 20 | Wannastyczny duet                     | Tubtastic Tuo                     |
| 12.01.2012                      | 20 | Mama Pani Matki Nestora               | Mrs Nestor’s Mother’s Momma       |
| 13.01.2012                      | 21 | Układator                             | Stackinator                       |
| 13.01.2012                      | 21 | Halloweekend                          | Halloweekend                      |
| 16.01.2012                      | 22 | Smak korniszona                       | Perfect Pickle                    |
| 16.01.2012                      | 22 | Kozia policja                         | Goat Police                       |
| 17.01.2012                      | 23 | Szczękosmok                           | Jawhead                           |
| 17.01.2012                      | 23 | Wojna sklepowa                        | Store Wars                        |
| 18.01.2012                      | 24 | Zeth sprzeda wszystko                 | Seth is a Salesman                |
| 18.01.2012                      | 24 | Ten lepszy brat                       | Less Nestorman                    |
| 19.01.2012                      | 25 | Czysty humor                          | Neat Wits                         |
| 19.01.2012                      | 25 | Wstydliwy sekret                      | Mall Rats                         |
| 20.01.2012                      | 26 | Niepoukładanie                        | The Great Mistack                 |
| 20.01.2012                      | 26 | Skarb na poniedziałek                 | A Squirreled Away Treasure        |
| SERIA DRUGA                     |    |                                       |                                   |
| 12.12.2012                      | 27 | Sztuka nie zna granic                 | Grand Olde Grocery                |
| 12.12.2012                      | 27 | Dzień świstaka                        | Grounded Hog                      |
| 07.01.2013                      | 28 | Paw ma talent                         | Talented Mr. Peacock              |
| 07.01.2013                      | 28 | Czkawkowy kryzys                      | Hiccup Hicdown in Balsatown       |
| 08.01.2013                      | 29 | Perfekcyjna sałatka                   | Lean Green Fighting Machine       |
| 08.01.2013                      | 29 | Idealna prognoza pogody               | Nutters Almanac                   |
| 09.01.2013                      | 30 | Myślę, więc sprzątam                  | I Think Therefore I Clean         |
| 09.01.2013                      | 30 | Przyjmę Mieszkanie                    | Soup of a Nova                    |
| 10.01.2013                      | 31 | Kumple z kosmosu                      | Extrasquirrestrial                |
| 10.01.2013                      | 31 | Po nitce do kotka                     | To Cat a Thief                    |
| 11.01.2013                      | 32 | Inskunksja                            | Inskunktion                       |
| 11.01.2013                      | 32 | Zamienił wiewiórek…                   | Double Double Squirrel In Trouble |
| 14.01.2013                      | 33 | Nie ma jak u mamy                     | Empty Nestor Syndrome             |
| 14.01.2013                      | 33 | Nowy Edek                             | A New Dave                        |
| 15.01.2013                      | 34 | Spleśniały problem                    | Breaking the Mold                 |
| 15.01.2013                      | 34 | Moda na wiewiórkę                     | Hip to be Squirrel                |
| 16.01.2013                      | 35 | Jesienny instynkt                     | Stash n’ Hoardes                  |
| 16.01.2013                      | 35 | Lękosław tańczy na lodzie             | Ice Ice Scaredy                   |
| 17.01.2013                      | 36 | Wojna na imprezy                      | The Paddy Party Problem           |
| 17.01.2013                      | 36 | Chomikorożec                          | Hamsti Corn                       |
| 18.01.2013                      | 37 | Nieoczekiwana zmiana ciał             | Freaky Fur Day                    |
| 18.01.2013                      | 37 | Być maskotką                          | Mascot in the Act                 |
| 04.02.2013                      | 38 | Kapitan Orzech                        | Captain Nuts                      |
| 04.02.2013                      | 38 | Złamane serce Heńka                   | Nobody Loves Hatton               |
| 05.02.2013                      | 39 | Zero Zero Ups                         | Double Oh Oops                    |
| 05.02.2013                      | 39 | Braki w wykształceniu                 | Stack to School                   |
| 06.02.2013                      | 40 | Sklep Trek                            | Store Trek                        |
| 06.02.2013                      | 40 | Nie-bezpieczny kącik                  | Safety Corner Conudrum            |
| SERIA TRZECIA                   |    |                                       |                                   |
| 04.03.2013                      | 41 | Niańczenie kijanki                    | Adventures in Frogsitting         |
| 04.03.2013                      | 41 | Komu szczepionkę?                     | Straighten Up and Flu Right       |
| 05.03.2013                      | 42 | Abra-ca-Babcia                        | Abra-ca-Grandma                   |
| 05.03.2013                      | 42 | Uśmiech Mamy Lizy                     | Momma Lisa Smile                  |
| 06.03.2013                      | 43 | Arachnokumpel                         | Arachnofriendly                   |
| 06.03.2013                      | 43 | Z deka Edka                           | 28 Daves Later                    |
| 07.03.2013                      | 44 | Dzień Wandałacza                      | Day of the Stackal                |
| 07.03.2013                      | 44 | Edka-tesy                             | The Dave ’n’ Dave                 |
| 05.05.2013                      | 45 | Bóbr albo nie bóbr                    | Buck Up Buck                      |
| 05.05.2013                      | 45 | Lodowy ból głowy                      | Ice Cream Headache                |
| 07.07.2013                      | 46 | Ulotkowy kryzys                       | Three Alarm Flyer                 |
| 07.07.2013                      | 46 | Edek za kółkiem                       | Driving Miss Davey                |
| 14.07.2013                      | 47 | Braterska przyjaźń                    | Great Dane                        |
| 14.07.2013                      | 47 | Krówkowe kłamstwo                     | Fudge Filled Fib                  |
| 21.07.2013                      | 48 | Rockandrollowy Ryszard                | Rockin’ Richard                   |
| 21.07.2013                      | 48 | Czarnowidz                            | Misfortune Teller                 |
| 28.07.2013                      | 49 | Katastrofa trofeów                    | Trophy Catastrophe                |
| 28.07.2013                      | 49 | Encino Wiewiórka                      | Encino Squirrel                   |
| 04.08.2013                      | 50 | Wymię Najlepszy przyjaciel            | Udder Best Friend                 |
| 04.08.2013                      | 50 | Zagubieni w darowiznach               | Lost In Donations                 |
| 11.08.2013                      | 51 | Piętrowe niebezpieczeństwo            | Double Decker Danger              |
| 11.08.2013                      | 51 | To jest nauka o rakietach             | Actually, It Is Rocket Science    |
| 18.08.2013                      | 52 | Dla kilku S'Mores więcej              | For A Few S'Mores More            |
| 18.08.2013                      | 52 | Grzesznik, Żeglarz, Wiewiórka, Szpieg | Sinker, Sailor, Squirrel, Spy     |